# (7454) Kevinrighter
(7454) Kevinrighter – planetoida z pasa głównego asteroid okrążająca Słońce w ciągu 5 lat i 234 dni w średniej odległości 3,17 j.a. Została odkryta 2 marca 1981 roku w Siding Spring Observatory w Australii przez Schelte Busa. Nazwa planetoidy pochodzi od Kevina Rightera (ur. 1965), kuratora antarktycznych meteorytów przy NASA Johnson Space Center. Przed nadaniem nazwy planetoida nosiła oznaczenie tymczasowe (7454) 1981 EW20.